# Хрусталёв, Денис Григорьевич
Дени́с Григо́рьевич Хрусталёв (род. 21 августа 1973, Ленинград, СССР) — российский историк, искусствовед, переводчик.

## Биография
Денис Хрусталёв родился в 1973 году в Ленинграде. Он окончил исторический факультет Санкт-Петербургского государственного университета, специальность искусствоведение в РГПУ им. А. И. Герцена и факультет автоматизации управления производством в Санкт-Петербургском государственном инженерно-экономическом университете (ЛИЭИ им. П. Тольятти).
Денис Хрусталёв — исследователь Древней Руси, Монгольской империи и европейского Средневековья. Преподавал в СПбГУП, ВАШ и СПбГУ, отметился публикациями по истории внешней политики России XVIII—XIX в. и английской сатирической графике.
Первая монография на основе кандидатской диссертации «Разыскания о Ефреме Переяславском» (2002 г.) была посвящена деятельности видного церковного иерарха конца XI в., сподвижника Владимира Мономаха — митрополита Переяславского Ефрема, который вошёл в историю не только важными церковно-политическими инициативами, но и масштабной архитектурно-строительной программой.
Серия исследований Д. Г. Хрусталёва о монгольском нашествии на Русь в XIII в. включает пять изданий (2004, 2008, 2013, 2015, 2018 гг.) книги, которая впервые увидела свет под названием «Русь: от нашествия до „ига“ (30-40-е гг. XIII в.)», а после дополнений выходила как «Русь и монгольское нашествие (20-50-е гг. XIII в.)». За эту работу президент Монголии в 2015 г. наградил автора золотой медалью «Хубилай-хан» — высшей наградой Монгольской академии наук.
В 2009 г. у Д. Г. Хрусталёва вышел двухтомник «Северные крестоносцы. Русь в борьбе за сферы влияния в Восточной Прибалтике XII—XIII вв.» с приложением обширного документального материала и переводов первоисточников, а также статей соавторов. Труд посвящен всестороннему анализу событий на Северо-Западе Руси и в Балтийском регионе в XIII в., деятельности Александра Ярославича Невского, псковского князя Довмонта, немецких рыцарей-крестоносцев и местных прибалтийских вождей. В 2012 г. работа была переиздана без приложений. Переиздания — в 2018 и 2019 гг.
В 2007—2015 г. автор в сотрудничестве с А. А. Россомахиным принимал участие в проекте «Россия как медведь», который был посвящен исследованию представлений о России и «русскости» на Западе в классический период английской сатирической графики XVIII—XIX в. и ранее. Проект был реализован в пяти изданиях, в частности «Русская Медведица, или Политика и похабство» (СПб, 2007), «Польская диета Русского Медведя» (СПб, 2009), а также в двухтомнике, составленном совместно с В. М. Успенским: «Медведи, казаки и русский мороз. Россия в английской карикатуре до и после 1812 года» (СПб., 2014) и «Имперский шаг Екатерины. Россия в английской карикатуре XVIII века» (СПб., 2016). Статья Д. Г. Хрусталёва "Происхождение «русского медведя» (НЛО. № 107. 2011. С. 137—152) была десятки раз переиздана в сети и до сих является главным источником сведений о генезисе образа «Русский медведь», который сейчас стал особенно политически актуальным.
В 2011 г. было опубликовано совместное с А. А. Россомахиным исследование уникального вызова императора Павла I («Вызов императора Павла, или Первый миф XIX столетия») — предложения всем монархам Европы встретиться на ристалище в поединке ради прекращения европейской войны и дабы не проливать кровь соотечественников. Беспрецедентный вызов был не понят и едва ли не осмеян современниками, а также, судя по всему, послужил спусковым крючком для убийства императора.
Эксперименты с художественной прозой были опубликованы издательством «Красный матрос» в сборнике рассказов «Большие деньги».
Опыты с переводами привели к публикации на русском языке классического труда немецкого медиевиста Карла Эрдмана «Происхождение идеи крестового похода» — Carl Erdmann Die Entstehung des Kreuzzugsgedankens. Stuttgart, 1935 (Forschungen zur Kirschen- und Geistesgeschichte, 6) — эпохального исследования о появления понятия Священная война.
В 2020 г. в издательстве «Лимбус Пресс» вышел его комментированный перевод загадочного отчета об английском колдовском процессе 1593 г. — «Ведьмы из Варбойс».

## Предпринимательская деятельность
Соучредитель группы компаний «Мир», связанных со строительством и обслуживанием жилого фонда.
Генеральный директор УК «Мир».
21 июня 2016 г. арестован по обвинению в «создании картеля с целью ограничения конкуренции» (УК РФ ст. 178 ч. 2 п. в). Год провёл под домашним арестом. Уголовное дело закрыто в 2019 г. «в связи с отсутствием события преступления».

## Звания и членство в организациях
С 2016 г. Культурный посланник Монголии в России (Cultural Envoy of Mongolia).
Член Российской федерации стрельбы из лука.
Член сборной Санкт-Петербурга по стрельбе из лука (2015—2016 гг.)

## Семья
Имеет сына и дочь.

## Награды
Золотая медаль «Хубилай-хан»

## Книги
- Разыскания о Ефреме Переяславском. СПб., 2002. 448 с. ISBN 5-8071-0110-3.
- Русь: от нашествия до «ига» (30-40-е гг. XIII в.). СПб., 2004. 320 с. ISBN 5-8071-0151-0.
- Русская Медведица, или Политика и похабство. СПб., 2007 (в соавторстве с А. А. Россомахиным).
- Русь от нашествия до «ига» (30-40-е гг. XIII в.). 2 изд., испр. и доп. СПб., 2008. 384 с. ISBN 978-5-8071-0302-4.
- Польская диета Русского Медведя. СПб., 2009 (в соавторстве с А. А. Россомахиным).
- Северные крестоносцы. Русь в борьбе за сферы влияния в Восточной Прибалтике XII—XIII вв. Т. 1-2. СПб., 2009. Т.1 — 416 с.; Т.2 — 464 c. ISBN 978-5-91852-005-5, ISBN 978-5-91852-007-2.
- Вызов императора Павла, или Первый миф XIX столетия. СПб., 2011 (в соавторстве с А. А. Россомахиным). 256 с. ISBN 978-5-94380-110-5.
- Северные крестоносцы. Русь в борьбе за сферы влияния в Восточной Прибалтике XII—XIII вв. Изд. 2-е, испр. СПб., 2012. 624 с. ISBN 978-5-91852-024-6.
- Русь и монгольское нашествие (20-50-е гг. XIII в.). СПб., 2013. ISBN 978-5-91852-057-4
- Большие деньги. СПб., ТО «Красный матрос», 2013. ISBN 978-5-4386-0090-5.
- Медведи, казаки и русский мороз. Россия в английской карикатуре до и после 1812 года. СПб., 2014. (в соавторстве с В. М. Успенским и А. А. Россомахиным). 252 с., 150 ил. (Россия глазами Запада). ISBN 978-5-91208-104-0
- Русь и монгольское нашествие (20-50-е гг. XIII в.). 2 изд., испр. и доп. СПб., 2015. ISBN …
- Медведи, казаки и русский мороз. Россия в английской карикатуре первой трети XIX века. СПб., 2016. (в соавторстве с В. М. Успенским и А. А. Россомахиным). 252 с., 150 ил. (Россия глазами Запада). ISBN 978-5-91208-208-5
- Имперский шаг Екатерины. Россия в английской карикатуре XVIII века. СПб., 2016. (в соавторстве с В. М. Успенским и А. А. Россомахиным). 288 с., 150 ил. (Россия глазами Запада). ISBN 978-5-91208-200-9
- Северные крестоносцы. Русь в борьбе за сферы влияния в Восточной Прибалтике XII—XIII вв. Изд. 3-е, испр. СПб., 2018. 622 с. ISBN 978-5-91852-183-0
- Северные крестоносцы. Русь в борьбе за сферы влияния в Восточной Прибалтике XII—XIII вв. Изд. 4-е, испр. СПб., 2019. 624 с. ISBN 978-5-8071-0447-2.
- Эрдман К. Происхождение идеи крестового похода / Перевод, предисловие и комментарий Д. Г. Хрусталёва. СПб., 2018. ISBN 978-5-8071-0355-0
- Ведьмы из Варбойс / Перевод, послесловие и комментарии Д. Г. Хрусталёва. СПб., 2020. ISBN 978-5-8370-0755-2
- Переиздания статьи «Происхождение „русского медведя“» // НЛО. № 107. 2011. С. 137—152.

## Публикации в научных изданиях
1. Периодизация строительной деятельности митрополита Ефрема в Переяславле Русском на основе письменных источников // Труды Государственного Эрмитажа. [Т.] XXXIV. СПб., 2007. С. 21-27.
2. Капелла Св. Марии на поле Раковорской битвы и русская архитектура XIII века // Археология и история Пскова и Псковской земли. Псков, 2008. С. 380—395. (в соавторстве с Н. В. Новоселовым).
3. Ефрем Переяславский: Русская Церковь конца XI- начала XII в. между Востоком и Западом // Науковi записки з украïнськоï iсторiï. Вип. 20. Переяслав-Хмельницький, 2008. С. 164—173.
4. Русский медведь в Польше: английские карикатуры 1826—1832 гг., представляющие в образе медведя Россию и Николая Первого // ЕUROPA. Tom 9, № 2 (31). Warszawa, 2009. С. 153—175 (в соавторстве с А. А. Россомахиным).
5. Церковь Св. Дмитрия Солунского в Пскове: памятник, опередивший своё время // Труды Государственного Эрмитажа. [Т.] LIII. СПб., 2010. С. 420—440. (в соавторстве с Н. В. Новоселовым).
6. «Яведова печать» и междукняжеские отношения в середине XIII в. // Новгород и Новгородская земля. Вып. 24. Вел. Новгород, 2010. С. 296—312.
7. Проект торгового соглашения Новгорода с Любеком и Готландом 1268/1269 гг. (латинская грамота) // Новгородский исторический сборник. Вып. 12 (22). М.-СПб., 2011. С. 453—480 (в соавторстве с Л. Д. Бондарь).
8. Монголо-татарское нашествие // Большая Российская Энциклопедия. Т. 20. М., 2012. С. 756—758[18].
9. От Благовещения к Софии или наоборот? (к проблеме начального этапа монументального строительства в Новгороде) // Новгородский исторический сборник. Вып. 13 (23). Вел. Новгород, 2013. С. 20-47 (в соавторстве с Н. В. Новоселовым).
10. Договор Новгорода с Ганзой 1269 г.: Судьба документа// Миллеровские чтения — 2018. СПб., 2018. С. 175—192[19].
11. НЕВСКАЯ БИТВА 1240 // Большая российская энциклопедия. Электронная версия (2017)[20].

## Рецензии
- Калугин Дм. Трагический спектакль императора Павла I, или Безумец поневоле… Андрей Россомахин, Денис Хрусталёв. Вызов Императора Павла, или Первый миф XIX столетия. СПб.: Издательство Европейского университета, 2011 // Прочтение. 31 Мая 2012
- Майоров, Роман. Неизвестный Александр Невский. История борьбы за земли Прибалтики // приложении к «Независимой»-«НГ-Exlibris», 2012-03-29.
- Фроянов И. Я. Нашествие на русскую историю. — СПб. : Русская коллекция, 2020. — 1088 с. — 300 экз.— ISBN 978-5-00067-019-4;